# Ely Tacchella
Ely Tacchella (Neuchâtel, 25 de maio de 1936 – 2 de agosto de 2017) ) foi um futebolista suíço que atuava como defensor.

## Carreira
Ely Tacchella fez parte do elenco da Seleção Suíça de Futebol, na Copa do Mundo de 1962 e 1966.